# Внешняя политика Франции
Международные отношения Французской Республики являются отношениями французского правительства с внешним миром. Расположенная в Западной Европе Франция является одной из основных европейских стран и сыграла видную и историческую роль в европейской и международной истории из средневековых времен. Франция является одним из основателей Организации Объединенных Наций, НАТО, и с Европейского объединения угля и стали (предшественник Европейского союза). Её основные союзники, Германия, Италия, США, другие страны НАТО и Европейский Союз. В Организации Объединенных Наций Франция занимает одно из постоянных мест в Совете Безопасности и является членом большинства своих специализированных и смежных учреждений.
Франция также является одним из основателей Средиземноморского союза и играет ключевую роль как в региональной, так и в глобальной мировой политике.

## Внешняя политика Франции при Жаке Шираке
Весной 1995 г., когда закончилась 14-летняя «эра Миттерана» и президентом Франции стал лидер голлистской партии «Объединение в поддержку республики» Жак Ширак, многие аналитики высказывали весьма осторожные предположения о возможных изменениях во внешнеполитическом курсе страны, тем больше, чем в своей предвыборной риторике, руководство ОПР в последние годы все чаще ссылалось на идейное наследие генерала де Голля, который, как известно, опирался на такие постулаты, как независимость и величие Франции, антиамериканизм, привилегированное партнерство с Советским Союзом, строительство независимых сил сдерживания. Францию не устраивало глобальное политическое лидерство США, она не соглашалась с тактикой силового давления и стратегии «превентивных ударов». Как и во времена  Шарля де Голля, Франция выступала против гегемонистской политики, за систему ценностей, которая разделяется всем международным сообществом. Отдается приоритет российско-французским отношениям в контексте газового вопроса.
Однако с течением времени оказалось, что различия между социалистами и «неоголлистами» во внешнеполитической сфере были не столь велики и не привели к существенным изменениям в ней. Как и при президенте Миттеране, основным направлением внешней политики Франции при Ж. Шираке осталось европейское строительство. Важность средиземноморского направления была подтверждена тем, что свой первый визит новый президент Франции совершил в Марокко. Демонстрируя лояльность к США, он продолжил линию на сближение с НАТО. Про связь с политикой генерала де Голля напомнило в тот период только решение Ширака возобновить ядерные испытания на атолле Муруроа в Тихом океане летом 1995 г. для завершения серии работ по модернизации французского ядерного оружия. Эти испытания были прекращены только в начале 1996 г. после полного выполнения намеченной программы, несмотря на резкие протесты со стороны государств Тихоокеанского региона и мировой общественности.
Определенное влияние на внешнюю политику Франции уже при президенте Ж. Шираке оказывала и внутриполитическая ситуация. Стремясь получить в национальном собрании подавляющее большинство своих сторонников, Ж. Ширак назначил в 1997 г. досрочные парламентские выборы, во время которых потерпела поражение голлистская партия. Большинство голосов было отдано социалистам, которые сформировали правительство. В результате французы получили третий в современной истории пример «сосуществования» президента и правительства, относящихся к соперническим партиям. Это отразилось не только на внутренней, но и на внешней политике Франции, поскольку социалисты активно навязывали Ж. Шираку свое видение в этой области.

## Внешнеполитический курс Николя Саркози
Президентские выборы, прошедшие во Франции в апреле-мае 2007 г., привели на высший государственный пост представителя правящего большинства, лидера правого политического объединения Союз за народное движение Николя Саркози. Несмотря на длительное пребывание в высших эшелонах власти, в ходе избирательной кампании Саркози удалось создать образ политического деятеля нового поколения, который выступает за всестороннее реформирование как внутренней, так и внешней политики страны. Внутренние реформы, осуществляемые им, прошли довольно болезненно, периодически провоцировав взрывы протеста и многодневные забастовки. Лавина критики обрушилась на Саркози со стороны его политических противников.
Внешнеполитический курс современной Франции строится вокруг нескольких ключевых идей. Она традиционно позиционирует себя как член «западной демократической семьи», привержена идеалам демократии и защиты прав человека. Наряду с этим, в Париже считают, что в условиях постбиполярного мира роль отдельных государств выросла, а прежние многосторонние механизмы, которые обеспечивали согласование позиций разных стран, становятся все менее эффективными. В своем выступлении перед послами 27 августа 2007 Н. Саркози особо подчеркнул, что за последние 20 лет, которые прошли после падения Берлинской стены, руководители разных государств не смогли создать новый «планетарный порядок» и приспособили бывший порядок к изменившимся условиям. Все это заставляет Францию искать свои собственные пути решения международных проблем, которые отвечают ее национальным интересам.
К числу главных направлений внешнеполитического курса Франции, которым Н. Саркози уделяет основное внимание, относятся: политика, направленная на развитие европейской интеграции и сотрудничества с партнерами по ЕС, отношения с США, укрепление связей со странами Средиземноморья и диалог с Россией, политика в отношении многосторонних организаций, а также Китая, Индии, стран Латинской Америки, Африки, где Париж проявляет растущую активность, и ряд других международных проблем.
Европейский Союз, который переживает трудности, тем не менее, представляет собой значительный международный фактор, и Париж в большей степени, чем когда-либо, связывает с ЕС свои внешнеполитические амбиции.
Саркози уделял большое внимание улучшению отношений с США.
Стремясь к укреплению собственных позиций, Франция направила усилия на активизацию связей со странами Средиземноморья. Реализация проекта Средиземноморского союза позволила ей закрепиться в регионе, привлечь к своим планам ресурсы стран ЕС и повысить влияние в Евросоюзе как одного из его лидеров.

## Франция и Африка
Имеются четыре французские военные базы в Африке: в Джибути, Кот-д'Ивуаре, Сенегале (страна 170 лет была не только форпостом Франции на континенте, но и сама была для метрополии поставщиком знаменитых тирайеров – сенегальских стрелков) и Габоне. Кроме того, французские войска имелись в пяти странах Сахаро-Сахельского региона (Нигер, Мали, Буркина-Фасо, Мавритания, Чад). 
На 2022 г. Франция располагала пятью тысячами военнослужащих в странах Сахеля и еще 1600 располагались в Западной Африке и в Габоне. 
В 2013—2014 гг. французские военные проводили в Мали операцию «Сервал» против восставших на севере страны туарегов и исламистов: 13 января 2013 французский десант высадился в стране и разгромил джихадистов, захвативших три города на севере страны — Гао, Тимбукту и Кидал (одной из причин ввода французского военного контингента в Мали было то, что под контролем боевиков, захвативших 2/3 малийской территории, оказались месторождения урана). В 2014 году продолжением «Сервала» стала антитеррористическая операция «Бархан». 

15 августа 2022 г. последний французский солдат покинул Мали, завершив таким образом миссию «Бархан». В тот же день Мали обратилась в Совбез ООН с просьбой о созыве экстренного заседания, обвинив Францию в поддержке «джихадистских и шпионских групп». 
Весной 2017 года Франция отказала властям ЦАР в военной помощи и даже в поставках полутора тысяч винтовок. Тогда президент ЦАР Туадера обратился к главе МИД РФ С. Лаврову и Россия незамедлительно предложила ЦАР свои услуги по обучению и формированию армии.
В марте 2023 года Буркина-Фасо объявила о денонсации договора о военной помощи с Францией, который был заключен 60 лет назад. 
Нигер: в июле 2023 группа военных из президентской гвардии отстранила в Нигере от власти президента Мохамеда Базума и создала Национальный совет спасения родины во главе с командующим гвардией Абдурахманом Тчиани. Новые власти отменили соглашение с Францией о размещении в Нигере воинского контингента, в соответствии с котором в стране до 10 октября находились 1,4 тыс. французских военных, а в декабре Нигер аннулировал военное сотрудничество с Евросоюзом, отозвав свое разрешение на развертывание миссии сообщества в Ниамее. Всё это также  обострило вопрос с поставляемым оттуда ураном (который для Франции с ее большим количеством АЭС является критически важным).
В сентябре Нигер объявил о высылке французского посла Сильвена Итте в связи с его «враждебным» отношением, Франция в ответ заявила, что не признает новые власти как незаконные, стало быть, высылка тоже незаконна. И, соответственно, требование убрать французские войска из страны тоже незаконно.  Нигер обвинил Францию в развертывании войск для вторжения и закрыл свое воздушное пространство для Франции.
Ввиду ухудшения отношений новых властей Нигере и других стран Сахеля с Францией, Буркина-Фасо, Мали и Нигер подписали в сентябре 2023 года хартию о создании Альянса государств Сахеля (перед этим Чад и Мавритания объявили о роспуске «сахельской пятерки»,  в связи с выходом из нее Мали, Буркина-Фасо и Нигера).
В декабре 2023 Франция закрыла свое посольство в Нигере и вывела своих военных из страны.
Переворот в Габоне 2023 года носил скорее проамериканский характер, в результате чего началось вытеснение из этой нефтедобывающей страны французских корпораций, на смену которым приходят американские. 
В Сенегале по результатам выборов началась внутренняя борьба, в которой используется антифранцузская и панафриканская риторика.
С 2024 г. Франция намерена сократить свое военное присутствие в Центральной и Западной Африке до нескольких сотен человек — она намерена оставить около 100 военных в Габоне (в настоящий момент их в стране 350), 100 – в Сенегале (сейчас их 350), 100 – в Кот-д'Ивуаре (по сравнению с нынешними 600) и примерно 300 – в Чаде (сейчас находится 1000 французских военнослужащих)

При этом, на фоне сокращения и вывода контингентов из Сахеля, Западной и Центральной Африки Франция сохраняет и даже укрепляет базу в Джибути (на 2024 г. там 1500 военных из «Иностранного легиона» и вспомогательных сил); в Генштабе ВС Франции впервые появится специализированное африканское командование.